# Wolfgang Adam Knoll
Wolfgang Adam Knoll (* 1709 in Hof; † 2. Februar 1780 in Hof) war ein deutscher Bildhauer. Die Kunstwerkstatt Knoll mit dem Vater Johann Nikolaus Knoll stattete zahlreiche Kirchen des Hofer Umlandes teilweise komplett aus.

## Leben und Werk
Das Geburtsdatum von Wolfgang Adam Knoll ist nicht bekannt, seine Taufe war am 20. Oktober 1709. Er lernte bei seinem Vater. 1735 heiratete er Maria Barbara († 9. September 1793), Tochter des Bürgermeisters und Steuereinnehmers Haß. Taufpate des Sohnes Johann Christian Knoll war 1738 Superintendent Johann Christian Seidel.
Seine Arbeiten weisen in den figürlichen Darstellungen und den Ornamenten Anklänge an Bayreuther Künstler auf. Er blieb jedoch bei einem schweren barocken Stil, selbst als dieser schon außer Mode gekommen war. Er entwickelte verschiedene Varianten von Kanzelaltären. Sie entstanden 1742 für Marlesreuth, 1743 für Regnitzlosau, 1744 für Wirsberg, 1748 für Trogen, 1754 für Kirchgattendorf und 1768 für Geroldsgrün. Zu seinen weiteren Werken gehörten auch Orgelgehäuse oder Taufengel, z. B. der heute nicht mehr erhaltene Taufengel von Leupoldsgrün, der zweite Taufengel von Köditz und mehrere Objekte in Berg.
Nachdem sein Sohn Johann Christian Knoll (1738–1825) eine Anstellung bei der Stadt Hof bekommen hatte, endete die Familientradition der Holzschnitzer.

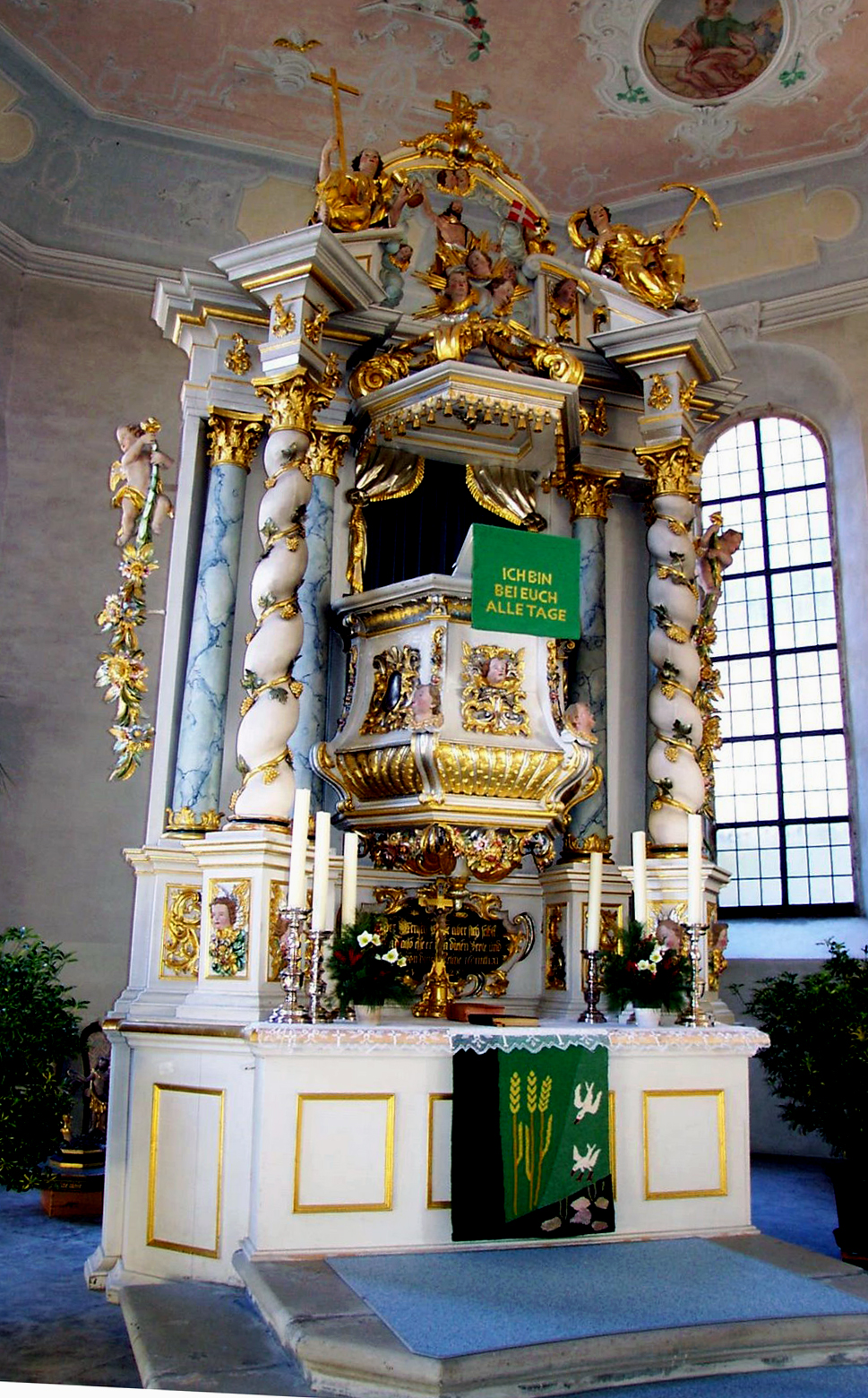
Wirsberger Altar
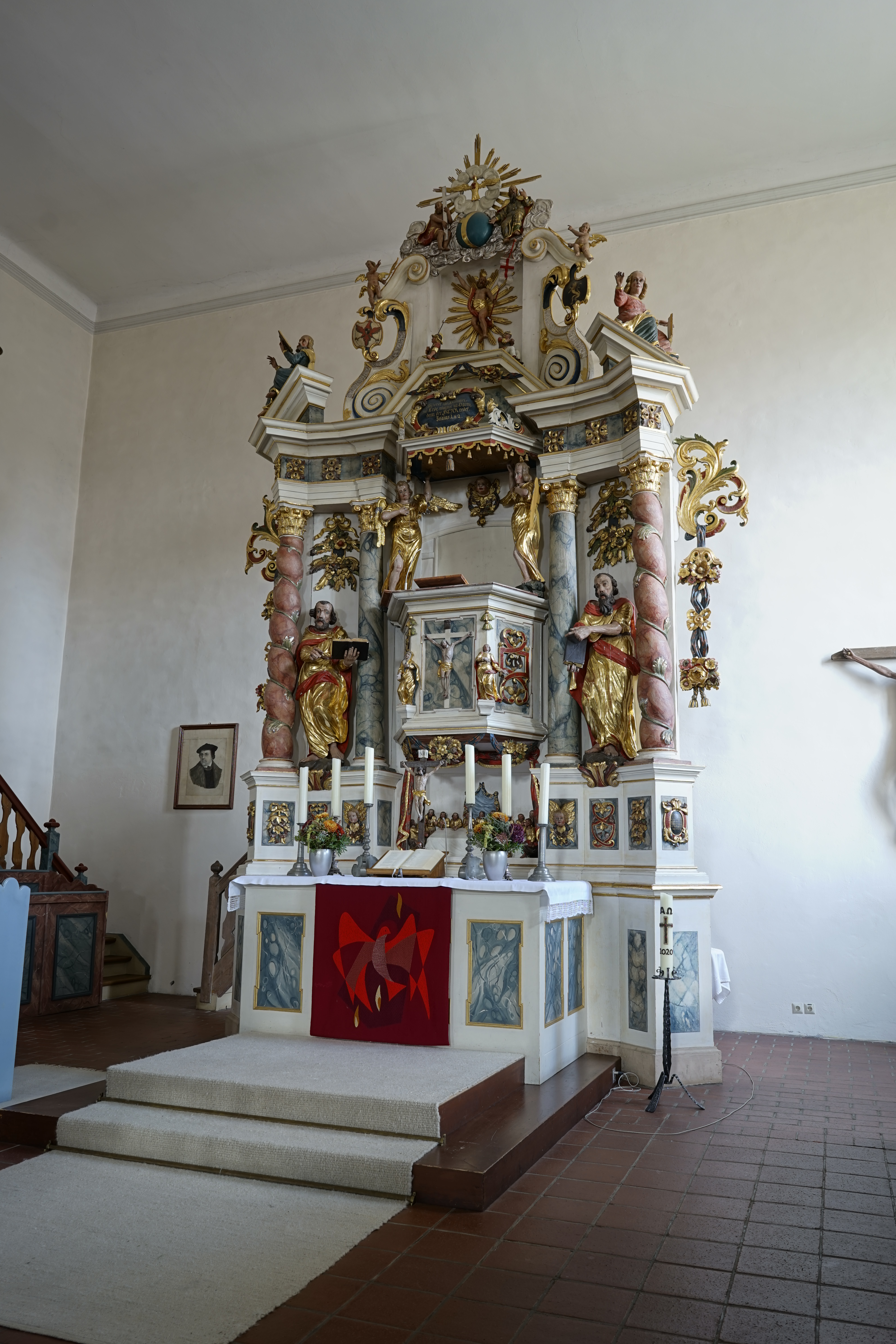
Trogener Altar